# Trioza saxifragae
Trioza saxifragae är en insektsart som beskrevs av Löw 1888. Trioza saxifragae ingår i släktet Trioza och familjen spetsbladloppor. Inga underarter finns listade i Catalogue of Life.